# Elisabeth Noltenius

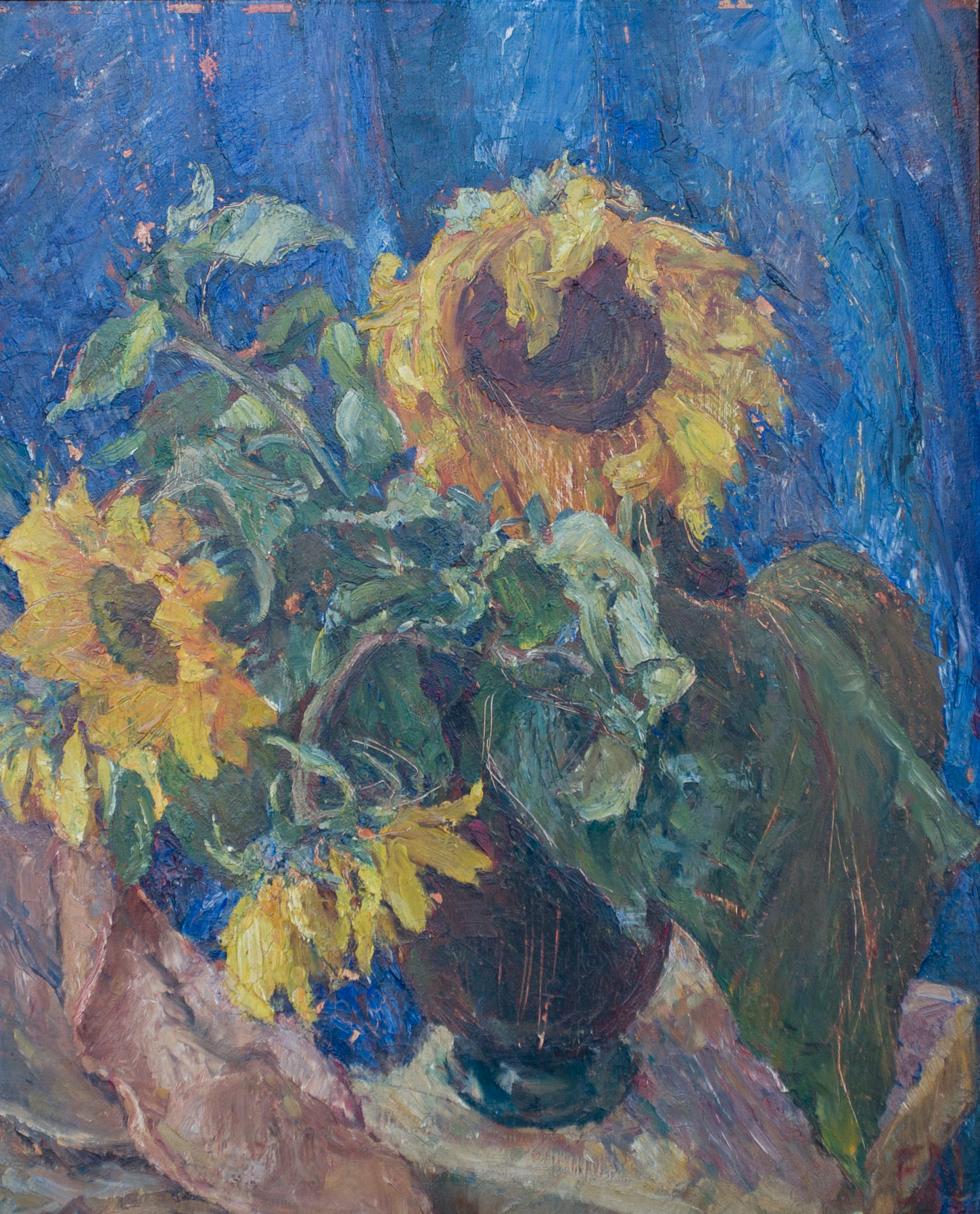
Napraforgók című festménye

Elisabeth Noltenius (Bréma, 1888. január 24. – Bréma, 1964. február 22.) német festőművész.

## Életrajz
Először rézkarcot tanult Hans am Endénél és szobrászatot Clara Westhoffnál. 1911-ben Münchenbe utazott, hogy részt vegyen a Damenakademié. Az első világháború éveiben testvérei, nővére, apja és vőlegénye halála után Noltenius visszatelepedett Brémába, hogy eltartsa magát és édesanyját. Egy ideig a közeli Meyenburgban volt stúdiója. Tájképeket, csendéleteket és portrékat festett.
A két világháború közötti években Noltenius Franciaországba (különösen Párizsba), Magyarországra, Olaszországba, Norvégiába és Spanyolországba utazott.
Noltenius a második világháború alatt Németországban maradt. Megpróbálta megvédeni barátját és művésztársát, Dora Brombergert a nácik üldöztetésétől. Kiállításokat szervezett, hogy megmentse Brombergert a deportálástól, azonban erőfeszítései ellenére Brombergert 1942-ben deportálták, és egy koncentrációs táborban meggyilkolták. Noltenius brémai műterme és a benne lévő műalkotások nagy része 1944-ben egy bombatámadás következtében megsemmisült. 1949-ben új stúdiót épített Meyenburgban (1974-tól Schwanewede része).
Noltenius 1964. február 22-én hunyt el Brémában. Munkái a Focke Múzeumban és a Kunsthalle Bremenben találhatók.

## Fordítás
Ez a szócikk részben vagy egészben  az   Elisabeth Noltenius című angol Wikipédia-szócikk ezen változatának fordításán alapul.  Az eredeti cikk szerkesztőit annak laptörténete sorolja fel. Ez a jelzés csupán a megfogalmazás eredetét és a szerzői jogokat jelzi, nem szolgál a cikkben szereplő információk forrásmegjelöléseként.